# Distrito de Daman
El Distrito de Daman está situado en la parte central de la Provincia de Kandahar, Afganistán. Tiene fronteras con los Distritos de Panjwai y de Kandahar al Oeste; con el de Shah Wali Kot al Norte; con la Provincia de Zābul al Noreste; con los Distritos de Arghistan y de Distrito de Spin Boldak al Este y con el de Reg al Sur. La población es de 30.700 personas (2006). La capital del Distrito es el pueblo de Daman, localizado en la parte central.
El Aeropuerto Internacional de Kandahar se encuentra al Suroeste de Daman.
- Datos: Q3012608
- Multimedia: Daman District, Afghanistan / Q3012608